# 人工情报
《人工情报》（韓語：휴민트）是计划于2026年年初上映的韩国谍战动作片，由《辣手警探》的导演柳承完执导，趙寅成、朴正民、朴海俊与申世景主演。

## 剧情概要
剧情讲述在海参崴边境展开犯罪调查的南北韩秘密特工之间发生的激烈冲突。

## 演员阵容
- 趙寅成 饰演 赵科长，韩国国情院特工。[1]
- 朴正民 饰演 朴建，朝鲜国家保卫省组长。[1]
- 朴海俊 饰演 黄致成，朝鲜驻海参崴总领事。[1]
- 申世景 饰演 蔡善花，朝鲜餐厅服务员。[2]

## 制作

### 选角
2024年4月，媒体报道趙寅成有望出演导演柳承完的新片《人工情报》（휴민트），这是两人继《逃出摩加迪休》《神鬼海底撈》后的第三次合作，由NEW负责发行。同年6月，正式宣布赵寅成、朴正民、朴海俊、Nana出演该片。同年9月，Nana由于海外拍摄行程难以协调而退出该片，其角色由申世景接替出演，这也是她在《老千：神之手》之后时隔10年回归大银幕。

### 拍摄
主体拍摄于2024年10月开始，在拉脱维亚取景拍摄，于2025年4月前后杀青。

## 发行
制片人姜惠贞透露该片计划于2026年年初上映。